# Mr. Nobody

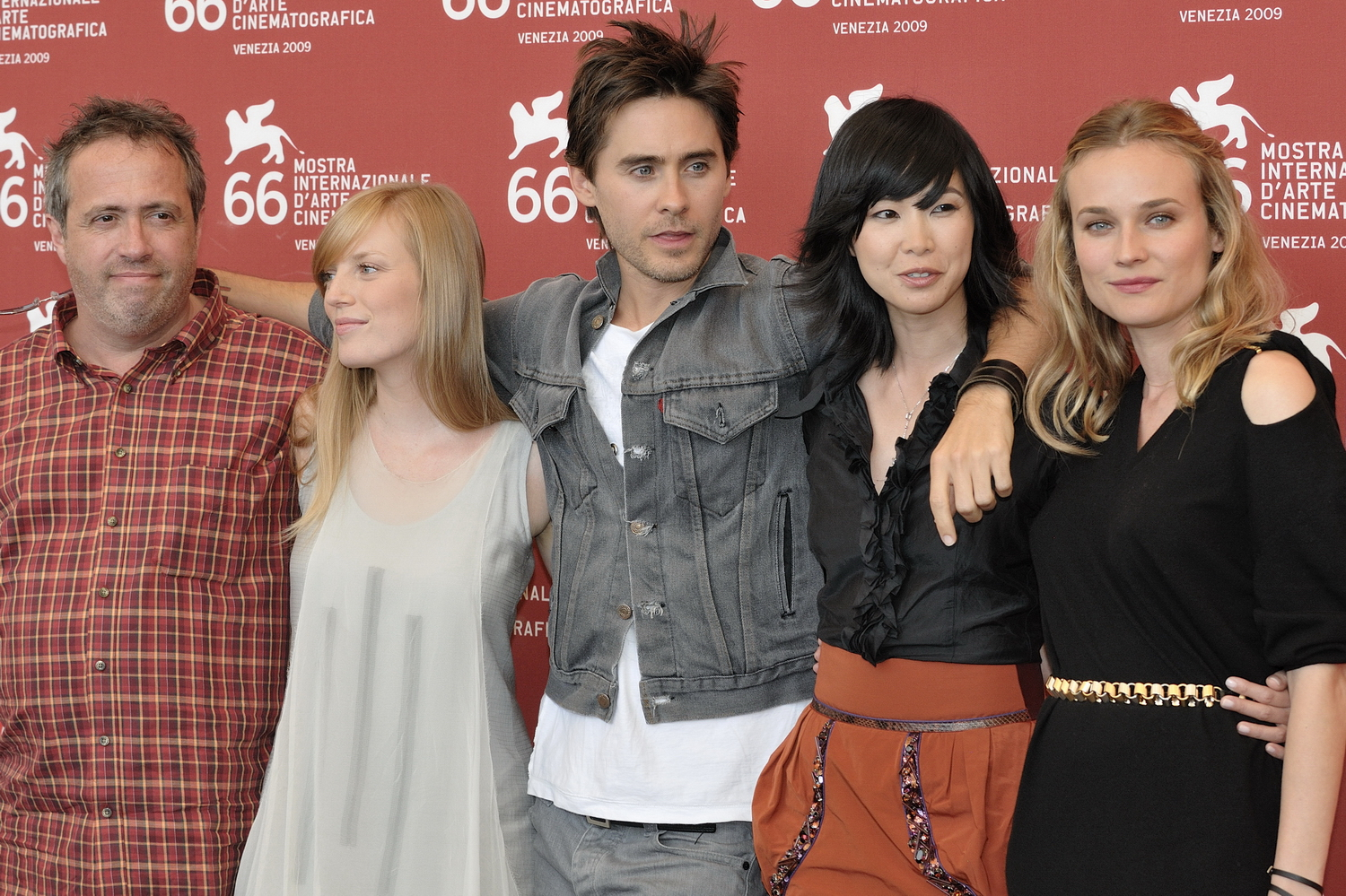
Cast van Mr. Nobody op het filmfestival van Venetië

Mr. Nobody is een film uit 2009 onder regie van Jaco Van Dormael. Het is de eerste film van Van Dormael sinds Le Huitième Jour en de duurste Belgische film aller tijden.

## Verhaal
In 2092 is Nemo Nobody de laatste sterveling. De rest van de mensheid is door de almaar verder ontwikkelende medische wetenschap semi-onsterfelijk geworden. Als Nemo op zijn sterfbed ligt, blikt hij terug op zijn leven. De enige vraag die hem achtervolgt, is of hij het juiste leven heeft geleid. Als kleine jongen stond hij namelijk voor een onmogelijke keuze: stapt hij op de trein met zijn moeder, of blijft hij achter bij zijn vader. De film volgt Nemo bij de mogelijke complicaties van beide keuzes en laat zien hoe een simpele keuze het leven van iemand totaal kan veranderen.

## Rolverdeling
| Acteur          | Personage                    |
| --------------- | ---------------------------- |
| Jared Leto      | Nemo Nobody (34 en 118 jaar) |
| Toby Regbo      | Nemo Nobody (16 jaar)        |
| Thomas Byrne    | Nemo Nobody (9 jaar)         |
| Sarah Polley    | Elise                        |
| Diane Kruger    | Anna                         |
| Linh Dan Pham   | Jean                         |
| Rhys Ifans      | Nemo's vader                 |
| Natasha Little  | Nemo's moeder                |
| Clare Stone     | Elise (16 jaar)              |
| Juno Temple     | Anna (16 jaar)               |
| Michae Riley    | Harry                        |
| Allan Corduner  | Psychiater                   |
| Daniel Mays     | Journalist                   |
| Pascal Duquenne | Cameo                        |